# 中野正貴
中野 正貴（なかの まさたか、1955年8月2日 - ）は、日本の写真家。人の姿が全く無い東京の風景を撮影した「TOKYO NOBODY」をはじめ、都市を独自の視点で捉えた作風で知られている。

## 経歴
- 1955年、福岡県に生まれる。
- 1956年、この年より東京在住。
- 東京都立武蔵丘高等学校卒業（26回生）。
- 1979年、武蔵野美術大学造形学部視覚伝達デザイン科卒業。写真家、秋元茂に師事。
- 1980年頃より雑誌表紙、各種広告撮影を手掛ける。
- 2001年、写真集「TOKYO NOBODY」で日本写真協会賞新人賞を受賞。
- 2005年、写真集「東京窓景」で第30回木村伊兵衛写真賞を受賞。

## 作品
- 「TOKYO NOBODY」（2000年、リトル・モア）
- 「CUBA Dia Y Nocheキューバ　昼と夜」（2000年、求龍堂）
- 「SHADOWS」（2002年、リトル・モア）
- 「東京窓景」（2004年、河出書房新社）
- 「TOKYO BLACKOUT」（2005年、ぴあ）
- 「MY LOST AMERICA」（2007年、リトル・モア）
- 「TOKYO FLOAT」（2008年、河出書房新社）
- 「亜洲狂詩曲　アジアンラプソディ」（2013年、クレヴィス）
- 「TOKYO Snap Shots」（2017年、IBCパブリッシング）
- 「東京」(2019年、クレヴィス）

## エピソード
- 「TOKYO NOBODY」は、帰省や行楽で人通りの少ない年始の1月や、大型連休のある5月などに集中して撮影が行なわれた。撮影期間は10年にも及んだ。
- 作家の三崎亜記が、自身の著作「失われた町」の創作のきっかけは「TOKYO NOBODY」を見たことだとインタビューで明らかにしている。
- 「TOKYO BLACKOUT」は映画「大停電の夜に」とのコラボレーション企画である。作品中に、映画に出演している俳優、女優も登場している。